# Al Costello
Al Costello, pseudonimo di Giacomo Costa (Santa Marina Salina, 14 dicembre 1919 – Clearwater, 22 gennaio 2000), è stato un wrestler e manager di wrestling italiano naturalizzato australiano.
Principalmente noto per essere stato uno dei componenti dei The Fabulous Kangaroos, storico tag team attivo, sotto diverse incarnazioni, dal 1957 al 1983.
Costello fu l'ideatore e primo membro originale dei Fabulous Kangaroos, insieme a Roy Heffernan. I Kangaroos sono considerati uno dei più grandi tag team della storia del wrestling, e vengono spesso indicati come i responsabili dell'esplosione della popolarità dei combattimenti a coppie nel periodo fine anni cinquanta e inizio sessanta.
In seguito Costello formò altre versioni dei Fabulous Kangaroos con Ray St. Clair, Don Kent e Tony Charles. Ritiratosi dal ring, fu anche il manager dei New Fabulous Kangaroos, nuova incarnazione della coppia, formata da wrestler più giovani.

## Morte
Il 22 gennaio 2000, Costello morì per le complicazioni dovute a polmonite e problemi cardiaci, a Clearwater in Florida, all'età di 80 anni. Nel 2003, Al Costello e Roy Heffernan sono stati il primo tag team ad essere ammesso nella Professional Wrestling Hall of Fame.

## Titoli e riconoscimenti
- Alex Turk Promotions (Winnipeg)
  - International Tag Team Championship (2) - con Roy Heffernan[5]
- Capitol Wrestling Corporation
  - NWA United States Tag Team Championship (Northeast version) (3) - con Roy Heffernan[5]
- Cauliflower Alley Club
  - Other honoree (1994)
- Championship Wrestling from Florida
  - NWA United States Tag Team Championship (Florida version) (1) - con Roy Heffernan[5]
  - NWA World Tag Team Championship (Florida version) (1) - con Roy Heffernan[5]
- Eastern Sports Association
  - ESA International Tag Team Championship (1) - con Don Kent[5]
- Georgia Championship Wrestling
  - NWA World Tag Team Championship (Georgia version) (1) – con Louie Tillet
- International Wrestling Enterprise
  - Trans-World Wrestling Alliance World Tag Team Championship (1) - con Don Kent[5]
- Japan Wrestling Association
  - NWA International Tag Team Championship (1) - con Roy Heffernan[5]
- Midwest Wrestling Association
  - NWA United States Tag Team Championship (Ohio version) (1) - con Roy Heffernan[5]
- Mike London Promotions
  - Rocky Mountain Tag Team Championship (1) - con Roy Heffernan[6]
- National Wrestling Alliance
  - NWA Hall of Fame (Classe del 2013)[7]
- NWA All-Star Wrestling
  - NWA Canadian Tag Team Championship (Vancouver version) (4) - con Roy Heffernan[5]
- NWA Big Time Wrestling
  - NWA American Tag Team Championship (1) - con Karl Von Brauner[8][9]
  - NWA World Tag Team Championship (Texas version) (2) - con Roy Heffernan (1), Karl Von Brauner (1)[10][11]
- NWA Detroit
  - NWA World Tag Team Championship (Detroit version) (3) - con Roy Heffernan (2), Ray St. Clair (1)[5]
- NWA Mid-America
  - NWA Southern Junior Heavyweight Championship (1)
  - NWA World Tag Team Championship (Mid-America version) (4) - con Don Kent (3), Herb Welch (1)[5]
- New Zealand Wrestling Union
  - NWA Australasian Heavyweight Championship (1)
- Professional Wrestling Hall of Fame and Museum
  - Classe del 2003 - con Roy Heffernan
- Western States Sports
  - NWA International Tag Team Championship (Texas version) (1) - con Roy HeffernanA[5]
- World Wrestling Association
  - WWA World Tag Team Championship (2) - con Don Kent[5]
- Worldwide Wrestling Associates
  - WWA World Tag Team Championship (2) - con Roy Heffernan[5]
  - WWA International Television Tag Team Championship (2) - con Roy Heffernan
- World Wrestling Council
  - WWC World Tag Team Championship (1) - con Don Kent[5]
- Wrestling Observer Newsletter
  - Wrestling Observer Newsletter Hall of Fame (Classe del 1996) - con Roy Heffernan